# بیماری ویلسون
بیماری ویلسون یک اختلال ارثی اتوزوم مغلوب در متابولیسم مس است که در آن تجمع مس در ارگانها و بافت‌های مختلف دیده می‌شود. شیوع نسبی آن یک در صد هزار تولد تا یک در پانصد هزار تولد است. افزایش تجمع مس احتمالاً نقص در عملکرد یک پمپ اتصال مسی در پمپ پروتئینی نوع P وجود دارد. این پمپ در دفع مس به صفرا نقش دارد. اختلال در عملکرد آن باعث تجمع مس در بافتهای بدن نظیر کبد، مغز، کلیه‌ها و گلبول‌های قرمز می‌شود.

## مس و سرولوپلاسمین
حدود ۹۵ ٪ از مس موجود در خون با پروتئینی به نام سرولوپلاسمین همراه است و بقیه آن به صورت مس آزاد وجود دارد.
سرولوپلاسمین پروتئینی از نوع آلفا دو گلوبین و یک گلیکوپروتئین است که ۷٫۵ درصد آن کربوهیدرات بوده و وزن ملکولی ان حدود ۱۵۱۰۰۰ دالتون می‌باشد.
هر مولکول سرولوپلاسمین شامل ۸ اتم مس است. مقدار سرلوپلاسمین در سرم خون در زنان حدود mg/dl ۴۰/۹±۶/۸ و در مردان حدود
mg/dl ۳۶/۰±۵/۶ است.
هرچند مقدار طبیعی مس در خون، در
منابع مختلف متفاوت ذکر شده‌است ولی به‌طور کلی می‌توان آن را حدود ۱۰۰–۲۰۰ μg/dl در نظر گرفت.

## نشانه‌ها
نشانه‌های معمول بیماری ویلسون تریاد اختلالات عصبی، حلقه kayser-fleischer (حلقه کایزر فلاشر) و سیروز کبدی همراه با پایین بودن مس و سرولوپلاسمین سرم است. باید بیماری ویلسون را در تمام کودکانی که بیماری کبدی دارند در نظر داشت به‌خصوص چنانچه بیش از یک کودک در خانواده، مبتلا به بیماری کبدی باشند. رسوب مس در مغز منجر به تظاهرات عصبی شبه پارکینسون می‌شود (اختلال عصبی)
بیماری ویلسون باید در هر فرد بالاتر از ۵ سال که دچار بیماری کبدی می‌باشد در تشخیص افتراقی مطرح شود. تشخیص سریع و درمان آن نجات دهنده می‌باشد.
کم خونی همولیتیک شدید یک تظاهر و عارضه ناشایع بیماری ویلسون است ولی گزارش‌هایی از همولیز نیز، به عنوان اولین تظاهر بیماری ویلسون داده شده‌است.
مس آزاد شده رادیکال آزاد اکسیژن ایجاد می‌کند که غشای گلبول قرمز را سوراخ کرده، باعث اختلال آنزیمهای گلیکولیتیک مانند هگزوکیناز می‌شود.
فعالیت آنزیمهای آنتی‌اکسیدان مانند گلوکز ۶ فسفات دهیدروژناز، گلوتاتیون ردوکتاز، کاتالاز و سوپراکسیداز دیسموتاز متوقف می‌شود. این مجموعه سبب آسیب اکسیداتیو گلبول قرمز و رسوب احتمالی اجسام هاینز در آن شده، سبب تغییر شکل گلبول قرمز می‌شود که در نهایت
لیزگلبول قرمز اتفاق میفتد

## درمان
با وجود این که تا قبلاً دی پنی سیل امین درمان ویلسون محسوب می‌شده اما در حال حاضر درمان خط اول روی می‌باشد صرفاً درمان خط اول در کسی که بیماری کبدی پیشرفته پیدا کرده‌است پیوند کبد است. در مواردی که بخواهیم از شلاتور هم استفاده کنیم از ترینتین استفاده می‌شود زیرا عوارض عصبی پنیسیل امین را ندارد ولی باید در نظر داشت که اگر از پنی سیل امین استفاده شد
همراه آن باید ویتامین B۶ و روی (جهت کاهش جذب روده‌ای مس) نیز تجویز شود. درمان برای تمام عمر ادامه می‌یابد و باید وابستگان و فرزندان خانواده با slit lamp، تست‌های کبدی و اندازه‌گیری سرولوپلاسمین بررسی گردند.

## پیش‌بینی
درصورت درمان نشدن، بیماری ویلسون تمایل دارد که به تدریج وخیم تر شود و در نهایت کشنده است. با تشخیص و درمان زود هنگام بیشتر مبتلایان می‌توانند زندگی نسبتاً عادی داشته باشند. آسیب کبدی و عصبی که قبل از درمان رخ می‌دهد ممکن است بهبود یابد، اما اغلب دائمی است.